# Lorenz Heister
 (avril 2013).
Si vous disposez d'ouvrages ou d'articles de référence ou si vous connaissez des sites web de qualité traitant du thème abordé ici, merci de compléter l'article en donnant les références utiles à sa vérifiabilité et en les liant à la section « Notes et références ».
Lorenz Heister (né le 19 septembre 1683 à Francfort-sur-le-Main et mort le 18 avril 1758 à Bornum am Elm, dans la principauté de Brunswick-Wolfenbüttel) est un anatomiste, botaniste et chirurgien allemand.

## Biographie
De 1702 à 1706, il étudie aux universités de Giessen et Wetzlar, puis il va étudier l'anatomie à Amsterdam auprès de Frederik Ruysch. Pendant l'été 1707, il est médecin assistant dans les hôpitaux de campagne de Bruxelles et de Gand durant la Guerre de Succession d'Espagne. Il part ensuite pour Leyde afin d'étudier l'anatomie auprès de Bernhard Siegfried Albinus et Govert Bidloo. Il y suit également les conférences de Herman Boerhaave sur la chimie et les maladies oculaires. En 1708, il obtient son doctorat à l'université de Harderwijk, et pendant l'été 1709, il rejoint l'armée hollandaise en tant que chirurgien de campagne durant le siège de Tournai. Peu après, il se distingue dans le soin des blessés de la bataille de Malplaquet.
En 1711, il est nommé professeur d'anatomie et de chirurgie à l'université d'Altdorf, et, en 1720, il devient professeur d'anatomie et de chirurgie à Helmstedt, où il restera jusqu'à la fin de ses jours et où il enseignera également la botanique et la médecine appliquée. Parmi ses nombreux écrits, le plus connu est Chirurgie, qui a été traduit en plusieurs langues. Ce traité de chirurgie a été très utilisé au Japon, et était considéré comme un ouvrage de référence à Vienne jusqu'en 1838.

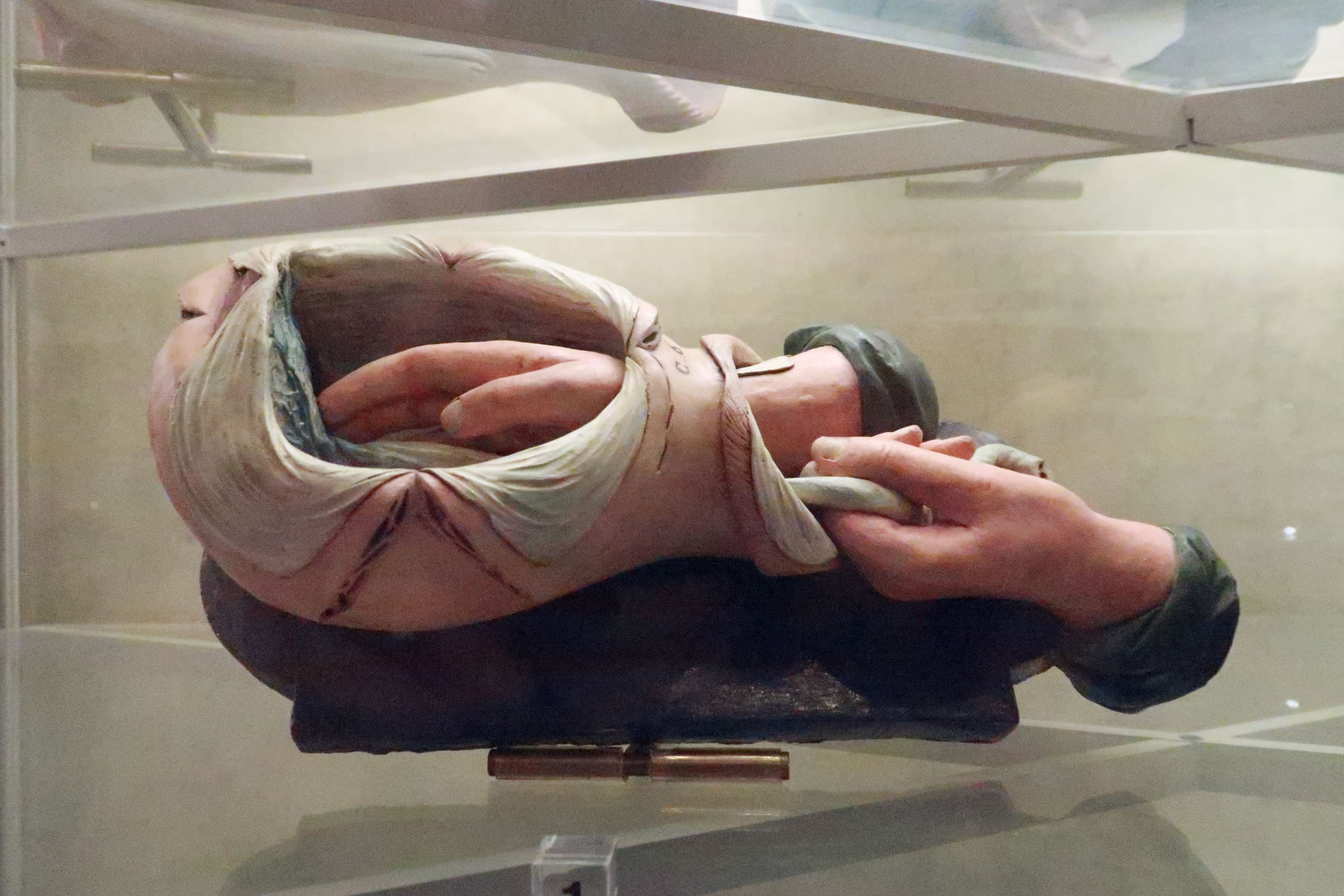
Illustration de la méthode proposée par Lorenz Heister, pour le retrait du placenta - Terre cuite, milieu du XVIII siècle